# Michael Lacey
Michael Thoreau Lacey (né le 26 septembre 1959) est un mathématicien américain.

## Biographie
Lacey obtient son doctorat de l'université de l'Illinois à Urbana-Champaign en 1987, sous la direction de Walter Philipp. Sa thèse porte sur les probabilités dans les espaces de Banach et résout un problème lié à la loi du logarithme itéré pour les fonctions caractéristiques empiriques. Dans les années qui suivent, ses travaux touchent les domaines de la probabilité, de la théorie ergodique et de l'analyse harmonique.
Il occupe ses premiers postes postdoctoraux à l'université d'État de Louisiane et à l'université de Caroline du Nord à Chapel Hill. Pendant leur séjour à l'UNC, Lacey et Walter Philipp donnent leur preuve du théorème central limite presque sûr.
Il occupe un poste à l'université de l'Indiana de 1989 à 1996. Pendant son séjour, il reçoit une bourse postdoctorale de la National Science Foundation et, pendant la durée de cette bourse, il commence une étude de la transformée bilinéaire de Hilbert. Cette transformation faisait à l'époque l'objet d'une conjecture d'Alberto Calderón que Lacey et Christoph Thiele ont résolue en 1996, pour laquelle ils reçoivent le prix Salem.
Depuis 1996, il est professeur de mathématiques au Georgia Institute of Technology. En 2004, il reçoit une bourse Guggenheim pour un travail conjoint avec Xiaochun Li. En 2012, il devient membre de l'American Mathematical Society.